# رود جونسون
رود جونسون (بالإنجليزية: Rod Johnson)‏ (8 يناير 1945 ليدز المملكة المتحدة - ) هو لاعب كرة قدم بريطاني، يلعب كلاعب وسط، لعب 431 مباراة وسجل 51 هدف.

## مسيرته

### مسيرته مع الأندية
- 1962 - 1968 لعب مع ليدز يونايتد 22 مباراة سجل خلالها 4 أهداف.
- 1968 - 1971 لعب مع نادي دونكاستر روفرز 107 مباراة سجل خلالها 23 هدف.
- 1971 - 1974 لعب مع نادي روذرهام يونايتد 110 مباراة سجل خلالها 8 أهداف.
- 1974 - 1979 لعب مع برادفورد سيتي 192 مباراة سجل خلالها 16 هدف.